# Episodi di Frasier (ottava stagione)
L'ottava stagione della sitcom Frasier è stata trasmessa in prima visione negli Stati Uniti d'America da NBC dal 24 ottobre 2000 al 22 maggio 2001.
In Italia è andata in onda in prima visione assoluta sul canale satellitare Jimmy dal 27 maggio al 29 giugno 2005.
| nº | Titolo originale / italiano              | Prima TV USA     | Prima TV Italia |
| -- | ---------------------------------------- | ---------------- | --------------- |
| 1  | And the Dish Ran Away with the Spoon (1) | 24 ottobre 2000  | 27 maggio 2005  |
| 2  | And the Dish Ran Away with the Spoon (2) | 24 ottobre 2000  | 30 maggio 2005  |
| 3  | The Bad Son                              | 31 ottobre 2000  | 31 maggio 2005  |
| 4  | The Great Crane Robbery                  | 14 novembre 2000 | 1º giugno 2005  |
| 5  | Taking Liberties                         | 21 novembre 2000 | 2 giugno 2005   |
| 6  | Legal Tender Love and Care               | 28 novembre 2000 | 3 giugno 2005   |
| 7  | The New Friend                           | 5 dicembre 2000  | 6 giugno 2005   |
| 8  | Mary Christmas                           | 12 dicembre 2000 | 7 giugno 2005   |
| 9  | Frasier's Edge                           | 9 gennaio 2001   | 8 giugno 2005   |
| 10 | Cranes Unplugged                         | 16 gennaio 2001  | 9 giugno 2005   |
| 11 | Motor Skills                             | 30 gennaio 2001  | 10 giugno 2005  |
| 12 | The Show Must Go Off                     | 6 febbraio 2001  | 13 giugno 2005  |
| 13 | Sliding Frasiers                         | 13 febbraio 2001 | 14 giugno 2005  |
| 14 | Hungry Heart                             | 20 febbraio 2001 | 15 giugno 2005  |
| 15 | Hooping Cranes                           | 27 febbraio 2001 | 16 giugno 2005  |
| 16 | Docu. Drama                              | 6 marzo 2001     | 17 giugno 2005  |
| 17 | It Takes Two to Tangle                   | 27 marzo 2001    | 20 giugno 2005  |
| 18 | Forgotten But Not Gone                   | 17 aprile 2001   | 21 giugno 2005  |
| 19 | Daphne Returns                           | 1º maggio 2001   | 22 giugno 2005  |
| 20 | The Wizard and Roz                       | 8 maggio 2001    | 23 giugno 2005  |
| 21 | Semi-Decent Proposal                     | 15 maggio 2001   | 24 giugno 2005  |
| 22 | A Passing Fancy                          | 15 maggio 2001   | 27 giugno 2005  |
| 23 | A Day in May                             | 22 maggio 2001   | 28 giugno 2005  |
| 24 | Cranes Go Caribbean                      | 22 maggio 2001   | 29 giugno 2005  |